# Episodi di The Naked Truth (seconda stagione)
La seconda stagione della serie televisiva The Naked Truth è stata trasmessa in anteprima negli Stati Uniti d'America dalla NBC tra il 16 gennaio 1997 e il 14 maggio 1997.
| nº | Titolo originale                     | Titolo italiano | Prima TV USA     | Prima TV Italia |
| -- | ------------------------------------ | --------------- | ---------------- | --------------- |
| 1  | We're at NBC Now                     |                 | 16 gennaio 1997  |                 |
| 2  | Woman Gets Plastered, Star Gets Even |                 | 23 gennaio 1997  |                 |
| 3  | Itching for a Cat                    |                 | 30 gennaio 1997  |                 |
| 4  | The Sister Show                      |                 | 6 febbraio 1997  |                 |
| 5  | A Year in the Life                   |                 | 13 febbraio 1997 |                 |
| 6  | The Dating Game                      |                 | 20 febbraio 1997 |                 |
| 7  | Comet Lands in Man's Garage          |                 | 27 febbraio 1997 |                 |
| 8  | The Scoop                            |                 | 14 marzo 1997    |                 |
| 9  | The Birds                            |                 | 21 marzo 1997    |                 |
| 10 | The Debt                             |                 | 27 marzo 1997    |                 |
| 11 | The Parents                          |                 | 3 aprile 1997    |                 |
| 12 | The Spa                              |                 | 3 aprile 1997    |                 |
| 13 | The Source                           |                 | 14 maggio 1997   |                 |